# Campeonato Mundial de Match Race Femenino
El Campeonato Mundial de Match Race Femenino es una competición internacional del deporte de vela que se realiza anualmente desde 1999 bajo la organización de la Federación Internacional de Vela (ISAF). Este tipo de competición fue olímpica en Londres 2012.
Se emplean embarcaciones de vela ligera del tipo keelboat, o barco de quilla, para mujeres. El tipo de competición es el denominado match race, en el que cada bote compite con las otras embarcaciones en una regata de uno a uno, y el vencedor es el primero en llegar a la meta.
La clase de embarcación utilizada ha cambiado con el tiempo:
- 1999–2007: sin información
- 2008: Elliott 6m (4 tripulantes)
- 2009: DS 37 (6 tripulantes)
- 2010: Sonar (4 tripulantes)
- 2011–2012: Elliott 6m (3 tripulantes)
- 2013: 9 Metre (5 tripulantes)
- 2014: J/80 (4 tripulantes)
- 2015: Match 28 (5 tripulantes)
- 2016: Elliott 6m (3 tripulantes)
- 2017: J/80 (5 tripulantes)
- 2018: Ricochet-747 (4 tripulantes)
- 2019: Fareast 28R (5 tripulantes)
- 2021: J/80
- 2022: Elliott 7m (5 tripulantes)
- 2023: Blu26 (5 tripulantes)
- 2024: Fareast 28 (5 tripulantes)

## Palmarés
- Nota: entre 1999 – 2009 solo se menciona el nombre de la patrona de la embarcación.

| N.º   | Año  | Sede                              | Oro                                                                                        | Plata | Bronce |
| ----- | ---- | --------------------------------- | ------------------------------------------------------------------------------------------ | --- | --- |
| I     | 1999 | Génova · ( Italia)                | Dorte Jensen Dinamarca                                                                     | Elizabeth Alison Estados Unidos                                                                                | Corey Sertl Estados Unidos                                                                                     |
| II    | 2000 | San Petersburgo ( Estados Unidos) | Dorte Jensen Dinamarca                                                                     | Marie Björling · Suecia                                                                                        | Elizabeth Alison Estados Unidos                                                                                |
| IIII  | 2001 | Lago de Ledro · ( Italia)         | Dorte Jensen Dinamarca                                                                     | Marie Björling · Suecia                                                                                        | Lotte Meldgaard Pedersen Dinamarca                                                                             |
| IV    | 2002 | Calpe · ( España)                 | Liz Baylis Estados Unidos                                                                  | Marie Björling · Suecia                                                                                        | Anne Le Helley Francia                                                                                         |
| V     | 2003 | Sundsvall · ( Suecia)             | Malin Millbourn · Suecia                                                                   | Lotte Meldgaard Pedersen Dinamarca                                                                             | Marie Björling · Suecia                                                                                        |
| VI    | 2004 | Annapolis ( Estados Unidos)       | Sally Barkow Estados Unidos                                                                | Elizabeth Alison Estados Unidos                                                                                | Claire Leroy Francia                                                                                           |
| VII   | 2005 | Hamilton ( Bermudas)              | Sally Barkow Estados Unidos                                                                | Elizabeth Alison Estados Unidos                                                                                | Claire Leroy Francia                                                                                           |
| VIII  | 2006 | Copenhague ( Dinamarca)           | Dorte Jensen Dinamarca                                                                     | Marie Björling · Suecia                                                                                        | Linda Rahm · Suecia                                                                                            |
| IX    | 2007 | Saint-Quay ( Francia)             | Claire Leroy Francia                                                                       | Katie Spithill Australia                                                                                       | Lotte Meldgaard Pedersen Dinamarca                                                                             |
| X     | 2008 | Auckland ( Nueva Zelanda)         | Claire Leroy Francia                                                                       | Liz Baylis Estados Unidos                                                                                      | Silja Lehtinen · Finlandia                                                                                     |
| XI    | 2009 | Lysekil · ( Suecia)               | Nicky Souter Australia                                                                     | Marie Björling · Suecia                                                                                        | Anna Kjellberg · Suecia                                                                                        |
| XII   | 2010 | Rhode Island ( Estados Unidos)    | Lucy MacGregor Annie Lush Kate MacGregor Mary Rook Reino Unido                             | Sally Barkow Elizabeth Kratzig Alana O'Reilly Susanne Leech Estados Unidos                                     | Nicky Souter Nina Curtis Olivia Price Laura Baldwin Australia                                                  |
| XIII  | 2011 | Perth ( Australia)                | Anna Tunnicliffe Deborah Capozzi Molly Vandemoer Estados Unidos                            | Lucy MacGregor Annie Lush Kate MacGregor Reino Unido                                                           | Claire Leroy Élodie Bertrand Marie Riou Francia                                                                |
| XIV   | 2012 | Gotemburgo · ( Suecia)            | Silja Lehtinen · Silja Kanerva · Mikaela Wulff · Finlandia                                 | Anna Tunnicliffe Deborah Capozzi Molly Vandemoer Estados Unidos                                                | Sally Barkow Elizabeth Kratzig Alana O'Reilly Estados Unidos                                                   |
| XV    | 2013 | Busan ( Corea del Sur)            | Támara Echegoyen · Sofía Toro · Eva González · Mariana Lobato · Lara Cacabelos · España    | Camilla Ulrikkeholm Trine Palludan Louise Ulrikkeholm Josefine Boel Rasmussen Joan Vestergård Hansen Dinamarca | Katie Spithill Alessandra Angelini Jessica Eastwell Maryann Thomas Stacey Jackson Australia                    |
| XVI   | 2014 | Cork ( Irlanda)                   | Anna Kjellberg · Karin Almquist · Vanja Lundberg · Annika Carlunger · Suecia               | Camilla Ulrikkeholm Trine Palludan Louise Ulrikkeholm Joan Vestergård Hansen Dinamarca                         | Stephanie Roble Janel Zarkowsky Maggie Shea Lara Dallman-Weiss Estados Unidos                                  |
| XVII  | 2015 | Middelfart ( Dinamarca)           | Lotte Meldgaard Anne Sofie Munk-Hansen Josephine Nissen Tina Gramkov Nina Grunow Dinamarca | Camilla Ulrikkeholm Trine Palludan Louise Ulrikkeholm Josefine Boel Rasmussen Joan Vestergård Hansen Dinamarca | Stephanie Roble Meg Six Jamie Haines Elizabeth Shaw Janel Zarkowsky Estados Unidos                             |
| XVIII | 2016 | Sheboygan ( Estados Unidos)       | Anna Östling · Linnéa Wennergren · Annie Wennergren · Suecia                               | Anne-Claire Le Berre Mathilde Géron Alice Ponsar Francia                                                       | Renée Groeneveld · Lobke Berkhout · Mijke Lievens · Países Bajos                                               |
| XIX   | 2017 | Helsinki · ( Finlandia)           | Lucy MacGregor Silja Frost Rosie Watkins Imogen Stanley Charlotte Lawrence Reino Unido     | Renée Groeneveld · Marcelien Bos-de Koning · Lobke Berkhout · Sanne Akkerman · Mijke Lievens · Países Bajos    | Trine Palludan Lea Richter Vogelius Vivi Lund Møller Anne Sofie Munk-Hansen Joan Vestergård Hansen Dinamarca   |
| XX    | 2018 | Ekaterimburgo · ( Rusia)          | Lucy MacGregor Annie Lush Nicky Walsh Kate MacGregor Reino Unido                           | Pauline Courtois Maëlenn Lemaître Louise Acker Sophie Faguet Francia                                           | Trine Palludan Anne Sofie Munk-Hansen Louise Ulrikkeholm Joan Vestergård Hansen Dinamarca                      |
| XXI   | 2019 | Lysekil · ( Suecia)               | Lucy MacGregor Amy Sparks Bethan Carden Mary Rook Kate MacGregor Reino Unido               | Claire Leroy Mathilde Géron Julie Gerecht Lola Billy Sigrid Longeau Francia                                    | Pauline Courtois Maëlenn Lemaître Louise Acker Nathalie Corson Sophie Faguet Francia                           |
| XXII  | 2021 | Cherbourg ( Francia)              | Pauline Courtois Francia                                                                   | Renee Groeneveld · Países Bajos                                                                                | Anna Östling · Suecia                                                                                          |
| XXIII | 2022 | Auckland ( Nueva Zelanda)         | Pauline Courtois Maëlenn Lemaître Louise Acker Thea Khelif Clara Bayol Francia             | Celia Willison Charlotte Porter Serena Woodall Paige Cook Alison Kent Nueva Zelanda                            | Megan Thomson Ellie Copeland Chelsea Rees Josi Andres Anna Merchant Nueva Zelanda                              |
| XXIV  | 2023 | Middelfart ( Dinamarca)           | Pauline Courtois Maëlenn Lemaître Louise Acker Thea Khelif Clara Bayol Francia             | Anna Östling · Anna Holmdahl · Linnéa Wennergren · Annika Carlunger · Jenny Axhede · Suecia                    | Lea Richter Vogelius Joan Wester Hansen Louise Ulrikkeholm Sille Christensen Josefine Boel Rasmussen Dinamarca |
| XXV   | 2024 | Yeda ( Arabia Saudita)            | Pauline Courtois Maelenn Lemaitre Louise Acker Sophie Faguet Laurane Mettraux Francia      | Megan Thomson Charlotte Porter Josefin Andres Anna Merchant Tiana Wittey Nueva Zelanda                         | Anna Östling · Linnea Wennergren · Annie Wennergren · Annika Carlunger · Anna Holmdahl · Suecia                |

1. ↑  Celebrado en el Campeonato Mundial de Vela Olímpica.

## Medallero histórico
- Actualizado hasta Yeda 2024.

| Núm. | País           | Oro | Plata | Bronce | Total |
| ---- | -------------- | --- | ----- | ------ | ----- |
| 1    | Francia        | 6   | 3     | 5      | 14    |
| 2    | Dinamarca      | 5   | 4     | 5      | 14    |
| 3    | Estados Unidos | 4   | 6     | 5      | 15    |
| 4    | Reino Unido    | 4   | 1     | 0      | 5     |
| 5    | Suecia         | 3   | 6     | 5      | 14    |
| 6    | Australia      | 1   | 1     | 2      | 4     |
| 7    | Finlandia      | 1   | 0     | 1      | 2     |
| 8    | España         | 1   | 0     | 0      | 1     |
| 9    | Nueva Zelanda  | 0   | 2     | 1      | 3     |
| 9    | Países Bajos   | 0   | 2     | 1      | 3     |
|      | TOTAL          | 25  | 25    | 25     | 75    |